# Hunter Boot Ltd
Hunter Boot Limited er en britisk fodtøjproducent, der er kendt for deres gummistøvler. Selskabet blev oprindeligt grundlagt i 1856 som North British Rubber Company, og det har i dag hovedkvarter i Edinburgh, Skotland. Hunter Boot har også kontorer i London, New York og Düsseldorf. Udover gummistøvler og andet fodtøj, så sælger Hunter produkter som håndtasker, sokker og accessory. Tidligere fremstillede virksomheden også dæk, transportbånd, golfbolde, varmedunke og gummigulve.
Hunter har Royal Warrants som producent af vandtæt fodtøj og er således kongelig hofleverandør. Green Wellington boots, der nu bliver produceret i Kina, er blandt deres bedst kendte produkter.